# گرینلند (ویرجینیای غربی)
گرینلند (به انگلیسی: Greenland) یک منطقهٔ مسکونی در ایالات متحده آمریکا است که در شهرستان گرنت، ویرجینیای غربی واقع شده‌است.